# 2018年11月中國大陸

## 11月1日
- 全國第一輛自動駕駛出租車在廣州大學城正式投入試運營，該出租車隸屬廣州公交集團白雲分公司，車資與傳統出租車相同，起步價12元，乘客需通過APP下單。[1]不過數天後到11月7日，自動駕駛出租車就被番禺區交警及交通局兩部門叫停。[2]
- 深圳華僑城歡樂谷「歡樂幹線」纜車發生輕微追尾事故，2人受傷。[3][4]

## 11月3日
- G75蘭海高速（蘭州到海口）蘭州南收費站發生交通事故，一輛貨車失控從收費站衝下連撞31輛車，造成34人受傷，14人死亡[5]。

## 11月4日
- 隸屬於福建東港石油化工公司的船隻在泉州市泉港區碼頭進行裝卸操作時，近7噸化工原料「碳九芳烴」洩漏。網傳外洩的毒物造成多位村民因接觸洩漏物後身體不適入院，甚至有傷者因掉入污染海域被送進醫院加護病房，當地漁業損失嚴重，然而當局事後卻企圖掩飾事件[6][7]。

## 11月5日
- 首届中国国际进口博览会在上海国家会展中心开幕。[8]

## 11月8日
- 第五届世界互联网大会“大数据时代的个人信息保护”分论坛在乌镇举行，最高人民检察院检察长张军出席论坛[9][10]。

## 11月9日
- 中央外事工作委员会办公室主任杨洁篪在华盛顿主持第二轮中美外交安全对话后，同国务委员兼国防部长魏凤和，以及美国国务卿蓬佩奥和国防部长马蒂斯共同会见记者[11]。

## 11月11日
- 红十字会与红新月会国际联合会第十届亚太地区大会在马尼拉开幕。红十字会与红新月会国际联合会副主席、全国人大常委会副委员长、中国红十字会会长陈竺率中国红十字会代表团出席大会[12][13]。

## 11月12日
- 英皇娱乐、爱贝克斯、丰华唱片版权代理公司代表发布公开声明，表示中国音集协无权要求KTV经营者和VOD视频点播设备供应商删除未取得授权管理的权利作品。近日处于“下架风波”的6000余首电视音乐作品的版权方包括上述三家老牌唱片公司[14]。
- 纪念毛泽东同志批示学习推广“枫桥经验”55周年暨习近平总书记指示坚持发展“枫桥经验”15周年大会在浙江绍兴召开[15]。中共中央政治局委员、中央政法委书记郭声琨主持会议，称坚定不移走中国特色社会主义社会治理之路，坚持创新发展新时代“枫桥经验”，加快推进基层社会治理现代化[16][17][18]。

## 11月16日
- 中國國務院總理李克強往新加坡正式訪問並出席第21次中国－东盟领导人会议、第21次东盟与中日韩领导人会议和第13届东亚峰会。
- 杭州市发布最严“限狗令”，涉及遛狗时间和方式、养犬许可证等方面，违反规定携犬出户的行为将被处罚200至1000元，整治期间起罚点为400元，情节严重者将吊销《养犬许可证》，而对于未注册的狗狗，则可能被处以高达1万人民币的罚款并带走宠物[19][20]。

## 11月18日
- 津秦高铁大连北至北京南站的G388次列车，运行到秦皇岛站津秦场与龙家营线路所间突发设备故障。[21]

## 11月19日
- 2时07分，中国在西昌卫星发射中心用长征三号乙运载火箭（及远征一号上面级），以“一箭双星”方式成功发射第四十二、四十三颗北斗导航卫星。这两颗卫星属于中圆地球轨道卫星，是中国北斗三号系统第十八、十九颗组网卫星[22][23]。

## 11月22日
- 12时15分辽宁省葫芦岛市建昌县第二小学门前一男子驾车冲撞过路人群案件，6人死亡，20伤。[24][25]

## 11月25日
- 媒體報道寧波市一個行人過路處的闖紅燈示眾系統分析人臉時錯誤把經過過路處的公交车車身廣告上人貌辨認為「闖紅燈的人」，格力电器股份有限公司董事长董明珠的大頭照片遂被顯示在大螢幕上。不過系統則沒有認出是董明珠，而是另一人名。當地警察局知道情況後修正升級了系統，並刪除該次犯案記錄。[26]

## 11月27日
- 11月27日至12月5日，习近平出訪西班牙、葡萄牙、阿根廷和巴拿馬，並出席二十國集團領導人峰會。[27]其中在27日会见西班牙国王，是中國國家主席時隔13年來再次訪問西班牙。在講話中他提到古老的陆上丝绸之路将中国古都长安同西班牙连系在一起，双方并通过它进行频繁贸易往来。[28]

## 11月28日
- 河北张家口市桥东区河北盛华化工有限公司附近发生爆炸起火事故，公安消防現場搜救確認最少22人死亡，22人受傷。[29]

## 11月29日
- 中国电视剧编剧委员会会长刘和平晚間透露，上午部分编剧委员会会员和国家税务总局高层沟通时，对方明确要求编剧行业会“补交”三年“应纳未纳税款”，按2002年国税字52号文件缴纳16%税款，未足16%就要补足。多家编剧工作室表示，已经收到补缴税额的通知，其中上海一编剧工作室称收到的口头通知是按20%左右比例补缴。消息引发影视行业悲号，业内各协会正在广电总局和税务总局沟通[30][31]。

## 11月30日
- 19时13分，乐清市公安局接市民陈女士报警求助称:其儿子黄政豪于30日下午在城东街道某小学放学回家途中失联。[32]后黄政豪被公安机关找回。经调查得知是陈女士因与丈夫不和，故意隐藏儿子虚报警情以测试丈夫是否对家庭关心。2019年4月29日上午，浙江省乐清市人民法院以以编造、故意传播虚假信息罪判处陈女士有期徒刑1年3个月[33]。